# Geir Eithun
Geir Eithun (* 12. November 1979 in Førde) ist ein norwegischer Volleyball- und Beachvolleyballspieler.

## Karriere

### Halle
Eithun begann mit dem Volleyball in seiner Heimatstadt beim VBK Førde. Danach spielte er bei vielen unterschiedlichen internationalen Vereinen, zunächst beim dänischen ASV Århus und danach auf in Rethymno auf Kreta. in der Saison 2005/06 spielte er beim türkischen Klub Beyşehir Belediyesi. 2006 ging Eithun nach Polen, zunächst zu Resovia Rzeszów und 2007 zu Płomień Sosnowiec. Schließlich landete er 2008 in Frankreich bei Beauvais Oise.

### Beach
Eithun spielte seit 2009 mit unterschiedlichen Partnern auf internationalen Beachvolleyball-Turnieren. Bei den Brasília Open 2011 trat Eithun erstmals mit Vegard Høidalen an. Bei den Europameisterschaften im eigenen Land erreichten Eithun/Hoidalen als Gruppendritter die KO-Runde. 2012 kam Eithun mit Iver Andreas Horrem zusammen. Bei der WM 2013 in Stare Jabłonki schieden Eithun/Horrem sieglos nach der Vorrunde aus.